# لئون فبرز کوردورو
لئون فبرز کوردورو (به اسپانیایی: León Febres Cordero) (زادهٔ ۹ مارس ۱۹۳۱ – درگذشتهٔ ۱۵ دسامبر ۲۰۰۸) یک سیاستمدار اهل اکوادور بود. وی از ۱۰ اوت ۱۹۸۴ تا ۱۰ اوت ۱۹۸۸ رئیس‌جمهور این کشور بود.